# Bernard Blommers
Bernardus Johannes "Bernard" Blommers (Haia, 30 de janeiro de 1845 – Haia, 12 de dezembro de 1914) foi um pintor e desenhista holandês da Escola de Haia.
Blommers foi aluno de Christoffel Bisschop e Jacob Maris, aprendendo litografia bem cedo em sua carreira e estudando na Academia de Haia sob Jan Philip Koelman até 1868. Seus primeiros trabalhos eram em sua maioria pinturas de gênero representando pescadores e suas esposas, sendo muito influenciado por Jozef Israëls. As obras posteriores de Blommers a partir de 1890 não tem uma ligação tão forte, apesar de cenas marítimas e de gênero permaneceram seus assuntos principais. Seu trabalho foi muito elogiado durante sua vida, sendo procurado por colecionadores ingleses, escoceses e norte-americanos.